# Meyers molen
Meyers molen (Duits: Meyers Mühle) is een tussen het stadspark en het hoofdkanaal gelegen stellingmolen in Papenburg, Duitsland.

## Geschiedenis
Vroeger drukten meerdere stellingmolens en twee standaardmolens hun stempel op het silhouet van Papenburg. Afgezien van de onderbouw van Abram's stellingmolen aan de Umländerwiek bezit Papenburg tegenwoordig nog één standaardmolen en één stellingmolen.  
Meyers molen werd in 1888 door de molenaar H.G. Vosberg gebouwd. De molen was een voor die tijd zeer modern bedrijf. Bij windstil weer werd voor het malen van graan de stoommolen ingezet. Toen de kosten van de molen te hoog werden verkocht Vosberg de molen aan Julius Samson, die de molen pas in gebruik nam nadat zijn molen aan de Umländerwiek afbrandde. In 1906 kocht de naamgever van de molen, Christoph Meyer, de molen aan. 
Na de Tweede Wereldoorlog raakte de molen in verval. De stelling werd afgebroken en de wieken verwijderd. Lange tijd bleef de molen onttakeld staan, totdat in 1998 de gemeentelijke overheid het bouwwerk aankocht en de molen liet restaureren. De molen is maalvaardig en het maalwerk is nog grotendeels oorspronkelijk. 